# پیل سوختی غشا مبادله پروتون

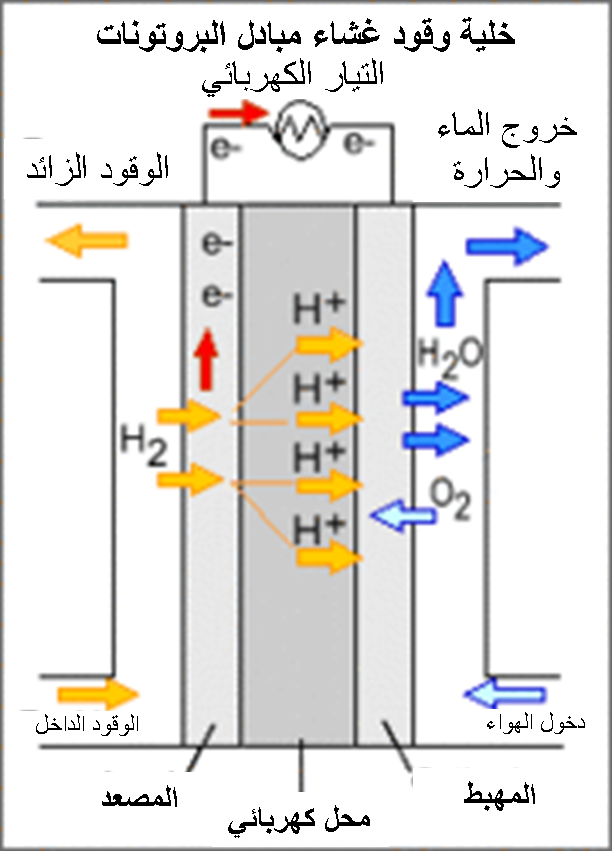
پیل سوختی غشا مبادله پروتون

پیل سوختی غشاء مبادله پروتون که به آن پیل سوختی با غشاء پلیمری (PEMFC) هم گفته می‌شود یک نوع پیل سوختی است که علاوه بر کاربردهای ساکن و متحرک اساساً در کاربردهای حمل و نقل از آن استفاده می‌شود. وجه تمایز آن‌ها شامل محدوده پائین‌تر دما و فشار (۵۰ الی ۱۰۰ درجه سانتیگراد) و یک غشاء پلیمری ویژه رسانش پروتون می‌باشد. PEMFCها برق تولید می‌کنند و عملکرد آن‌ها عکس عمل الکترولیز که برق مصرف می‌کند می‌باشد. آن‌ها یک کاندید پیشتاز برای جایگزینی پیل‌های سوختی قلیائی هستند که در شاتل فضائی استفاده می‌شوند.

## دانش
PEMFCها از مجموعه ای از غشاء الکترود (MEA) شامل الکترودها، الکترولیت و کاتالیست، و لایه‌های پخش گاز تشکیل شده‌اند. لایه ای از کاتالیست، کربن و الکترود بر روی الکترولیت جامد پاشیده می‌شود و یک ورق کربن در هر طرف آن پرس می‌گردد تا درون سلول محافظت شده و همانند الکترود عمل نماید. اساسی‌ترین قسمت سلول مرز فازی سه‌گانه (TPB) و در مکانی است که الکترولیت، کاتالیست و و اکنشگرها با هم آمیخته می‌گردند یا همان جائی که واکنش اصلی سلول اتفاق می‌افتد. نکته مهم اینحاست که غشاء نباید هادی الکتریکی باشد بطوریکه نصف واکنش‌ها آمیخته نگردند. دمای عملکرد تا ۱۰۰ درجه از آن جهت مورد نیاز است که آب موجود در پیل سوختی تبدیل به بخار آب شود و مدیریت آب در طراحی سلول بحرانی نگردد.

## واکنش‌ها
یک پیل سوختی با غشاء پلیمری انرژی شیمیائی آزاد شده طی واکنش الکتروشیمیائی هیدروژن و اکسیژن را به انرژی الکتریکی تبدیل می‌کند، و این در مقابل ات با فرایند احتراق مستقیم گازهای هیدروژن و اکسیژن که تولید انرژی حرارتی می‌نماید.
گاز هیدروژن از سمت آند وارد پیل سوختی می‌شود. در آند و در مجاورت با کاتالیست تبدیل به پروتون و الکترون می‌شود. اکسیداسیون هیدروژن به صورت زیر بیان می‌شود:
| {\displaystyle \mathrm {H} _{2}\rightarrow \mathrm {2H} ^{+}+\mathrm {2e} ^{-}} | {\displaystyle E^{\circ }=0\,\mathrm {V} \,\,\,{\frac {\mathrm {d} E^{\circ }}{\mathrm {d} T}}=0\,\mathrm {mV\,K^{-1}} } | {\displaystyle \left(1\right)} |

پروتون از طریق غشاء الکترولیتی به سمت کاتد نفوذ می‌کند. الکترون‌ها نیز از طریق مدار بار بیرونی به سمت کاتد حرکت می‌کنند که جریان الکتریکی خروجی پیل سوختی را به وجود می‌آورد. در ضمن جریانی از اکسیژن از سمت کاتد وارد پیل سوختی می‌شود و در همان سمت با ترکیب با پروتون‌های منتقل شده از سمت آند و الکترون‌های وارده از طریق مدار بیرونی طی یک واکنش شیمیائی مولکول‌های آب تشکیل می‌گردد. این واکنش احیاء اکسیژن به صورت زیر نمایش داده می‌شود:
| {\displaystyle {\frac {1}{2}}\mathrm {O} _{2}+{2\mathrm {H} }^{+}+\mathrm {2e} ^{-}\rightarrow \mathrm {H} _{2}\mathrm {O} } | {\displaystyle E^{\circ }=1.2291\,\mathrm {V} \,\,\,{\frac {\mathrm {d} E^{\circ }}{\mathrm {d} T}}=-0.8456\,\mathrm {mV\,K^{-1}} } | {\displaystyle \left(2\right)} |

و بطورکلی واکنش کامل به صورت زیر نمایش داده می‌شود:
| {\displaystyle \mathrm {H} _{2}+{\frac {1}{2}}\mathrm {O} _{2}\rightarrow \mathrm {H} _{2}\mathrm {O} } | {\displaystyle E^{\circ }=1.2291\,\mathrm {V} \,\,\,{\frac {\mathrm {d} E^{\circ }}{\mathrm {d} T}}=-0.8456\,\mathrm {mV\,K^{-1}} } | {\displaystyle \left(3\right)} |

واکنش معکوس در معادلات فوق بیان گردیده و نشان دهنده بهم آمیختن دوباره پروتون هیدروژن و الکترونه با یکدیگر و با مولکول اکسیژن و تولید مولکول آب می‌باشد.

## غشاء الکترولیتی پلیمری
در عمل باید غشاء برای پروتون‌ها هادی و برای الکترون‌ها عایق باشد در غیر اینصورت اتصال کوتاه رخ خواهد داد. همچنین غشاء باید اجازه عبور به هیچ گاز دیگری را ندهد؛ و نهایتاً غشاء می‌بایست مانع انجام فرایند احیای محیطی در سمت کاتد و بعلاوه مانع اکسیداسیون محیطی در سمت آند شود.
شکافتن هیدروژن به پروتون و الکترون به سادگی توسط کاتالیست پلاتینی قابل انجام است. اما متأسفانه شکافتن مولکول اکسیژن به سادگی امکان‌پذیر نیست و تلفات الکتریکی زیادی را به همراه خواهد داشت. ماده مناسب برای کاتالیست تاکنون کشف نگردیده و همچنان پلاتین بهترین ماده است.
یک جایگزین ارزانتر برای کاتالیست پلاتینی کاتالیست اکسید سریم ۴ است که توسط گروه تحقیقاتی پروفسور Vladimir Matolin جهت توسعه PEMFC مورد استفاده قرار می‌گیرد.
PEMFC به دلیل فشردگی بالا کاندید اول برای خودروها و سایر کاربردهای متحرک از تمامی اندازه‌ها تا تلفن‌های متحرک می‌باشد؛ ولی مدیریت آب در آن با اهمیت است: غوطه وری غشاء در آب وو یا خشکی زیاد آن باعث افت توان خروجی خواهد شد. مدیریت آب در PEMFC کار دشواری است چرا که رطوبت در پیل سوختی بواسطه پولاریزاسیون تمایل دارد به سمت کاتد حرکت کند. تعداد زیادی انتخاب برای مدیریت آب وجود دارد مانند استفاده از پمپ‌های الکترواسمزی. بعلاوه کاتالیست پلاتینی به سادگی توسط مونواکسید کربن مسموم می‌شود (نه بیشتر از یک پارت در میلیون قابل قبول است) و غشاء به چیزهائی مانند یون‌های فلزی حساس است که می‌تواند توسط خوردگی ورقهای دوقطبی فلزی ویا اجزاء فلزی دیگر شود به وجود آیند.
همچنین سیستم‌های PEM می‌توانند از متانول اصلاح شده همانگونه که شرکت کرایسلر در خودروی مدل Necar 5 مورد استفاده قرار داد استفاده کنند یعنی توسط واکنش‌های پیچیده‌ای با خارج کردن مونواکسید کربن هیدروژن موجود در متانول استحصال می‌گردد. یک کاتالیست پلاتینیوم-روتنیوم ضروری است چرا که مقدار اجتناب ناپذیری از مونواکسید کربن باعث غنی شدن غشاء خواهد شد. سطح آن نباید از ۱۰ پارت در میلیون تجاوز نماید. بعلاوه زمان راه اندازی این واکنش دهنده‌های مبدلی در حدود نیم ساعت بطول می‌انجامد. همچنین متانول و برخی دیگر از سوختهای بیولژیکی می‌توانند مستقیماً و بدون تبدیل مورد استفاده قرار گیرند که به آن‌ها DMFC گفته می‌شود. این تجهیزات موفقیت محدودی داشته‌اند.
یک غشاء مورد استفاده متداول Nafion است که متکی به رطوبت می‌تواند پروتون را جابجا نماید. این به معنی آن است که دمای پیل سوختی نباید از ۸۰ الی ۹۰ درجه بیشتر شود چرا که باعث خشک شدن غشاء خواهد شد. از دیگر غشاهای جدید می‌توان به غشاهای با پایه پلی بنزیمیدازول (PBI) یا اسید فسفریک اشاره نمود که می‌توانند تا دمای ۲۲۰ درجه سانتیگراد را بدون نیاز به مدیریت آب تحمل نمایند.